# Słomczyno
Słomczyno (kaszb. Słomczëno, niem. Heringshof) – dawna kolonia w Polsce, w województwie pomorskim, w powiecie słupskim, w gminie Damnica na Pobrzeżu Słowińskim. Miejscowość zniesiona 1 stycznia 2017.
W latach 1975–1998 miejscowość administracyjnie należała do województwa słupskiego.

## Nazwa
Nazwa miejscowości jest tzw. chrztem nazewniczym i ma charakter pseudodzierżawczy. Powstała przez dodanie do nazwy osobowej Słomka formantu -ino. Pierwotna niemiecka nazwa Heringshof jest po raz pierwszy wzmiankowana w 1937 i może być interpretowana dwojako: jako nazwa dzierżawcza, gdzie człon Hering jest nazwą osobową, albo jako nazwa topograficzna, gdzie Hering jest nazwą pospolitą („śledź”). Człon Hof oznacza „dwór, folwark”.
Rada Języka Kaszubskiego proponuje kaszubską formę nazwy Słomczëno.